# SciPy
SciPyは、Python言語から利用するための数学、科学、工学分野のための数値解析ソフトウェア・ライブラリである。自由かつオープンソースであり、Windows・Linux・macOSを含むオペレーティングシステムで動作する。ScientificPythonとは無関係である。

## 概要
SciPyはPythonのための科学的なツールのオープンソース・ライブラリとして開発されている。SciPyは配列を用いた高速に計算を行うためのライブラリをすべて含んでおり、人気のNumericモジュールを置き換えて、単一のパッケージとして高レベルな科学と工学のためのモジュールを集めたものである。
SciPyは、配列オブジェクトとその他の基本的な機能を備えたNumPyを基礎にしている。SciPy は統計、最適化、積分、線形代数、フーリエ変換、信号・イメージ処理、遺伝的アルゴリズム、ODE (常微分方程式) ソルバ、特殊関数、その他のモジュールを提供する。Cythonで記述することがある。

## SciPy ライブラリに含まれるパッケージ
- constants: 物理定数と変換係数（バージョン0.7.0以降）

- cluster: 階層的クラスタリング、ベクトル量子化、K平均法のルーチン
- fftpack: 高速離散フーリエ変換ルーチン
- integrate: 数値積分ルーチン
- interpolate: 補間ツール
- io: データ入出力
- linalg: 線形代数ルーチン
- misc: その他のユーティリティルーチン（例：画像の読み書き）
- ndimage: 多次元画像処理のためのさまざまな機能
- optimize: 線形計画法を含む最適化ツール
- signal: 信号処理ツール
- sparse: スパース行列に関連する計算ツール

- spatial: KD木、最近傍、距離関数
- special：特殊関数
- stats: 統計関数
- weave：C / C ++コードをPythonの複数行の文字列として書くためのツール